# TeXstudio
TeXstudio es un editor de LaTeX de código abierto y Multiplataforma con una interfaz similar a Texmaker.
TeXstudio es un  IDE de LaTeX que proporciona un soporte moderno de escritura, como la corrección ortográfica interactiva, plegado de código y resaltado de sintaxis.
Originalmente llamado TexMakerX, TeXstudio se inició como un Fork de Texmaker que trató de extenderlo con características adicionales, manteniendo su apariencia.
Se ejecuta en Windows, Unix / Linux, BSD, y sistemas  Mac OS X.

## Características[2]
TeXstudio tiene muchas funciones útiles y necesarias para editar el código fuente de TeX/LaTeX, como:
- Block cursors
- Autocompletado de comandos LaTeX.: Al escribir cualquier comando Matemático/LaTeX, el editor sugiere lo que debe venir después y completa automáticamente el comando.
- Coloreado de sintaxis. TeXstudio automáticamente marca los comandos LaTeX y resalta los paréntesis.
- Marcadores.
- Menús personalizables, barras de herramientas y accesos directos.
- Soporte para  scripts.
- Acceso directo a muchas etiquetas de LaTeX y más de 1000 símbolos matemáticos.
- Enlace de superposición.
- Menús contextuales.
- Ir a los lugares del error.
- Asistentes para imágenes, tablas, fórmulas,...
- Soporte  de Arrastrar y soltar para imágenes.
- Formato de tablas.
- Sistema de plantillas.
- Vista estructural.
- Plegado de código.
- Resaltado de sintaxis avanzada: Texstudio interpreta los comandos TeX y sintaxis.
- Corrector ortográfico interactivo: TeXstudio comprueba automáticamente si hay errores de ortografía y proporciona sugerencias para ellos.
- Corrector gramatical interactivo.
- Comprobador de referencias interactivo.
- Visualización clara de los errores y advertencias de LaTeX (en editor y como lista).
- El soporte integrado para diferentes compiladores de LaTeX, índice, bibliografía y herramientas de glosario, Latexmk, y muchos más.
- Detección automática de la necesidad de múltiples ejecuciones de LaTeX.
- Ejecutar cualquier programa que te gusta.
- Completamente adaptable para la creación del documento completo.
- Visor incorporado en pdf con soporte de synctex y el modo de visualización continua.
- Actualización en vivo en línea de vista previa para las fórmulas y los segmentos de código.
- Información sobre herramientas.
- Instaladores o paquetes disponibles para Windows, Linux y (experimental) Mac OS X.
- Versión portátil USB disponible.
- Detección automática de  MikTeX, TeX Live, Ghostscript y Standardlatex.
- soporte de SVN.
- integración con los gestores de bibliografía BibTeX y BibLaTeX.
- Generar un nuevo documento o una carta o de un entorno tabular.
- Creación de tablas, tabulars, entornos figura, y así sucesivamente.
- Exportación de un documento LaTeX (formato ODT o HTML).

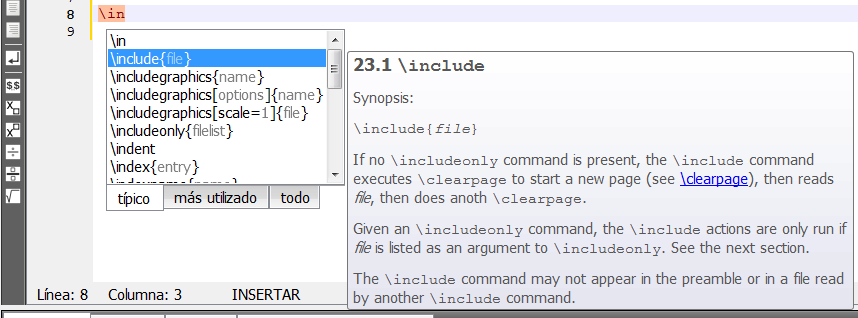
Auto-completado
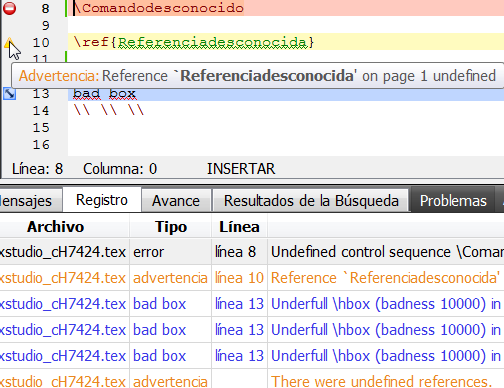
resaltado de Error
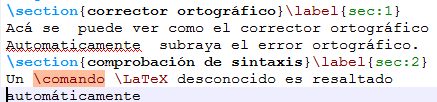
Resaltado de sintaxis avanzada
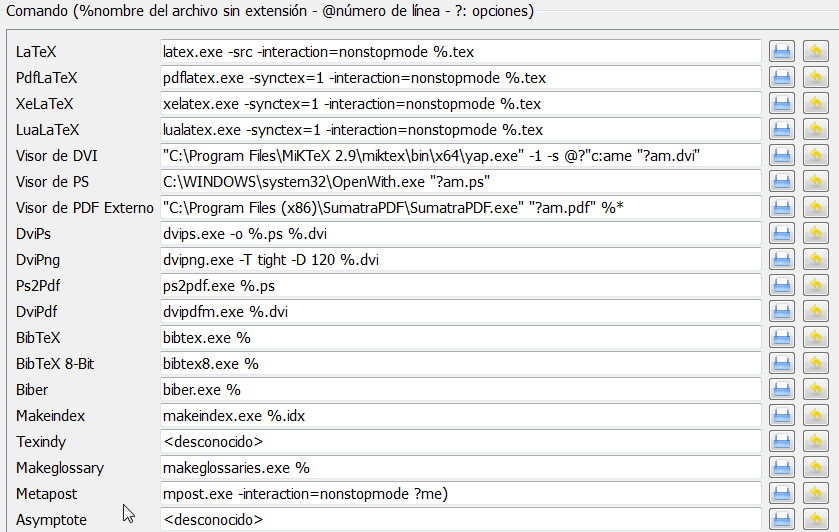
Detección automática de MikTeX, TeX Live, Ghostscript y Standardlatex
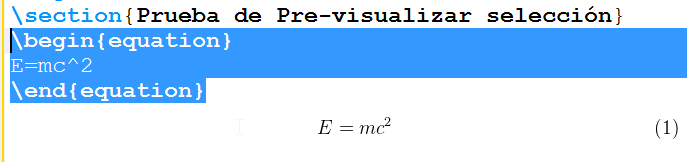
actualización en vivo en línea de vista previa para las fórmulas y los segmentos de código
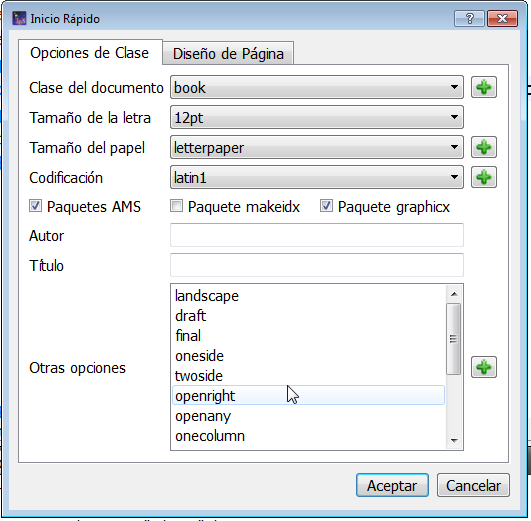
asistentes para imágenes, tablas, fórmulas, ...

## Historia de TeXstudio
TeXstudio fue  bifurcado de Texmaker en 2009, debido al proceso de desarrollo no abierto de Texmaker y debido a diferentes filosofías relativas a configurabilidad y características. Originalmente se llamaba TexMakerX porque comenzó como un pequeño conjunto de extensiones de Texmaker con la esperanza de conseguir integrarse en Texmaker algún día. Si bien en algunos puntos todavía se puede ver que TeXstudio tiene origen en Texmaker, cambios significativos en las características y el código base han llegado a un programa totalmente independiente.

## Historial de lanzamientos de las versiones[1]
| Año de lanzamiento | versión | Comentarios |
| ------------------ | ------- | --- |
| 2009-02-22         | 1.8     | El primer lanzamiento TexMakerX 1.8 ha terminado.                                                                            |
| 2009-04-03         | 1.8     | TexMakerX 1.8 ya se ha descargado mil veces                                                                                  |
| 2009-05-06         | 1.8.1   | La segunda liberación de TexMakerX 1.8.1 está disponible la cual corrige varios bugs y añade algunas nuevas características. |
| 2009-10-26         | 1.9     | La nueva versión 1.9 de TexMakerX. está disponible, que añade varias características nuevas y corrige algunos errores.       |
| 2009-11-25         | 1.9.3   | La nueva versión 1.9.3 de TexMakerX está disponible y corrige varios errores.                                                |
| 2010-05-06         | 1.9.9   | La nueva versión 1.9.9 de TexMakerX está disponible que agrega nuevas características y corrige algunos errores.             |
| 2010-07-20         | 1.9.9a  | La nueva versión 1.9.9a de TexMakerX está disponible que agrega nuevas características y corrige algunos errores.            |
| 2010-11-29         | 2.0     | La nueva versión está disponible que añade nuevas características y corrige algunos errores.                                 |
| 2011-03-19         | 2.1     | La nueva versión 2.1 está disponible que añade más nuevas características y corrige algunos errores.                         |
| 2011-06-15         |         | TexMakerX is now called TeXstudio.                                                                                           |
| 2011-07-20         | 2.2     | La nueva versión de TeXstudio está disponible.                                                                               |
| 2012-02-06         | 2.3     | La nueva versión 2.3 está disponible.                                                                                        |
|                    |         | TeXstudio tiene un nuevo diseño del sitio web.                                                                               |
| 2012-09-02         | 2.4     | La nueva versión 2.4 está disponible                                                                                         |
| 2012-10-17         | 2.5     | La nueva versión 2.5 está disponible                                                                                         |
| 2012-11-13         |         | TeXstudio es uno de los proyectos destacados de la semana en sourceforge.net                                                 |
| 2012-11-22         | 2.5.1   | La nueva versión 2.5.1 de TeXstudio está disponible.                                                                         |
| 2013-01-08         | 2.5.2   | La nueva corrección de errores de TeXstudio de la versión 2.5.2 está disponible.                                             |
| 2013-02-04         |         | 'TeXstudio ahora ha sido descargado más de 200 000 veces de sourceforge!'                                                    |
| 2013-03-18         |         | TeXstudio es uno de los proyectos destacados de la semana en sourceforge.net, de nuevo:)                                     |
| 2013-04-03         |         | TeXstudio fue uno de los candidatos para el proyecto SourceForge del Mes.                                                    |
| 2013-06-15         | 2.6.0   | La nueva versión 2.6.0 de TeXstudio está disponible.                                                                         |
| 2013-07-14         | 2.6.2   | La nueva corrección de errores de TeXstudio versión 2.6.2 está disponible.                                                   |
| 2013-08-17         |         | TeXstudio ha sido elegido como SourceForge Proyecto del Mes.                                                                 |
| 2013-08-28         |         | TeXstudio migró el sistema de control de versiones de SVN a Mercurial. El repositorio SVN permanece.                         |
| 2013-10-20         | 2.6.4   | La nueva versión 2.6.4 de TeXstudio está disponible. Se corrige errores y añade algunas características.                     |
| 2013-11-02         | 2.6.6   | La nueva versión 2.6.6 TeXstudio está disponible para corregir algunos errores, por ejemplo, las teclas Inicio / Fin.        |
| 2014-02-10         |         | TeXstudio ha sido elegido como uno de los proyectos destacados de la semana en sourceforge.net                               |
| 2014-03-16         | 2.7.0   | La nueva versión 2.7.0 de TeXstudio está disponible (ver la lista de cambios ).                                              |
| 2014-06-21         | 2.8.0   | La nueva versión 2.8.0 de TeXstudio está disponible (ver la lista de cambios ).                                              |
| 2014-07-25         | 2.8.2   | La nueva versión 2.8.2 de TeXstudio está disponible (ver la lista de cambios ).                                              |
| 2018-07-06         | 2.12.10 | La nueva versión 2.12.10 de TeXstudio                                                                                        |
| 2018-12-01         | 2.12.14 | La nueva versión de Texstudio                                                                                                |
| 2019-05-19         | 2.12.16 | La nueva versión el cambio más notable es la actualización de pdf de flickerfree. 2019-05-19                                 |
| 2021-01-02         | 3.0.4   | Básicamente, corrige la configuración del tamaño de la barra de herramientas PDF.                                            |